# You Make Me Feel...
"You Make Me Feel..." é uma canção dance pop do Cobra Starship, com participação da rapper Sabi, lançada como o primeiro single de seu quarto álbum de estúdio, Night Shades, em 10 de maio de 2011.

## Recepção crítica
Bill Lamb, do About.com, deu a canção quatro estrelas em um máximo de cinco, dizendo, "Há uma maior maturidade no som de 'You make Me Feel', que vai chamar a atenção ouvintes adultos imediatamente" e "Qualquer artista no topo do reino dance pop ficaria feliz receber uma canção infalível como 'You Make Me Feel'".
Becky Bain, do Idolator.com disse que a música tinha uma "sintonia infecciosa", mas que prova que All Time Low não é a única banda adolescente que tem músicas dançantes e divertidas que podem dominar as pistas de dança de uma festa, e disse também que "A canção, produzida por Kevin Rudolf , é uma pista de dança cativante, e uma evolução desde 'Hot Mess'."

## Videoclipe
O vídeo foi filmado em um cenário, em Los Angeles. É composto de mudanças rápidas de um cenário para outro, e há três cenários: Em um, a banda está em uma boate, cada integrante fazendo algo diferente, enquanto Sabi está dançando; No outro, algumas pessoas tiram fotos, numa cabine, com as paredes brancas, no qual Gabe começa a cantar; E um corredor, onde Gabe procura por álguem (que é Sabi) que tenho a foto escrito "incompleto", já que na sua própria também está escrito isso.
Há também o lado de fora da cabine, onde Gabe está revelando as fotos, que mostram o que cada um que tira a foto está sentindo. Uma porta para onde Vicky convida as pessoas para entrar. E uma mesa onde os integrantes estão sentados e Nate come um sanduíche. Mas essas aparecem apenas de relance.

## Desempenho Comercial
| Parada musical                               | Melhor posição |
| -------------------------------------------- | -------------- |
| Austrália - (ARIA)                           | 3              |
| Bélgica - (Ultratop - Dance)                 | 7              |
| Bélgica - (Ultratop - Flanders)              | 18             |
| Bélgica - (Ultratop - Wallonia)              | 14             |
| Canadá - (Canadian Hot 100)                  | 4              |
| Dinamarca - (Tracklisten)                    | 40             |
| Estados Unidos - (Billboard Adult Pop Songs) | 13             |
| Estados Unidos - (Billboard Digital Songs)   | 5              |
| Estados Unidos - (Billboard Hot 100)         | 7              |
| Estados Unidos - (Billboard Pop Songs)       | 4              |
| Estados Unidos - (Billboard Radio Songs)     | 5              |
| França - (SNEP)                              | 13             |
| Finlândia - (Finnish Singles Chart)          | 14             |
| Irlanda - (Irish Singles Charts)             | 12             |
| Japão - (Japan Hot 100)                      | 10             |
| Nova Zelândia - (RIANZ)                      | 1              |
| Países Baixos - (Dutch Top 40)               | 22             |
| Países Baixos - (Mega Charts)                | 58             |
| Reino Unido - (UK Singles Charts)            | 16             |
| Reino Unido - (UK Singles Charts - Dance)    | 4              |
| Suíça - (Swiss Music Charts)                 | 47             |

### Vendas e Certificações
| País           | Fornecedor   | Certificação | Vendas     |
| -------------- | ------------ | ------------ | ---------- |
| Austrália      | ARIA         | 2× Platina   | 140.000+   |
| Canadá         | Music Canada | 2× Platina   | 160.000    |
| Estados Unidos | RIAA         | 2× Platina   | 2.000.000+ |
| Nova Zelândia  | RIANZ        | Platina      | 15.000+    |